# Sportveld

Vergelijking van het sportveld (speelveld) voor verschillende sporten op schaal

Een sportveld of speelveld is een speelterrein in open lucht of buiten (outdoor). De term wordt gebruikt voor verschillende sporten. Zaalsporten worden dan weer in een overdekte ruimte beoefend, in een sportzaal.
Het oppervlak van een sportveld is meestal gemaakt van graszoden (gras), maar kan ook kunstgras, zand, klei, grind, beton of andere materialen zijn. Bekende voorbeelden zijn een voetbalveld of basketbalveld. Een speelveld op ijs kan een ijsbaan worden genoemd, bijvoorbeeld een ijshockeybaan, hoewel ijsbaan ook kan verwijzen naar het hele gebouw.
Bij cricket verwijst het cricketveld niet naar het hele speelveld, maar naar de pitch, het deel van het veld waarop batting en bowlen zich in het midden van het veld afspelen. Het veld is anders voorbereid dan de rest van het veld, om een harder oppervlak te bieden voor bowlen.

## Afmetingen van de sportvelden van enkele sporten
| Sport                  | Lengte   | Breedte  | Oppervlakte  |
| ---------------------- | -------- | -------- | ------------ |
| American football      | 109,70 m | 48,50 m  | 5.320,45 m²  |
| Badminton              | 13,40 m  | 6,10 m   | 81,74 m²     |
| Basketbal              | 28,00 m  | 15,00 m  | 420,00 m²    |
| Beachvolleybal         | 16,00 m  | 8,00 m   | 128,00 m²    |
| Handbal                | 40,00 m  | 20,00 m  | 800,00 m²    |
| Hockey                 | 91,40 m  | 55,00 m  | 5.027,00 m²  |
| Honkbal (binnenveld)   | 27,432 m | 27,432 m | 752,51 m²    |
| IJshockey (maximaal)   | 61,00 m  | 30,00 m  | 1.830,00 m²  |
| IJshockey (minimaal)   | 56,00 m  | 26,00 m  | 1.456,00 m²  |
| Korfbal                | 40,00 m  | 20,00 m  | 800,00 m²    |
| Polo                   | 274,00 m | 183,00 m | 50.142,00 m² |
| Rugby League           | 122,00 m | 68,00 m  | 8.296,00 m²  |
| Rugby union (maximaal) | 144,00 m | 70,00 m  | 10.080,00 m² |
| Tennis (dubbelspel)    | 23,77 m  | 10,97 m  | 260,76 m²    |
| Tennis (enkelspel)     | 23,77 m  | 8,23 m   | 195,63 m²    |
| Ultimate frisbee       | 100,00 m | 37,00 m  | 3.700,00 m²  |
| Voetbal (maximaal)     | 120,00 m | 75,00 m  | 9.000,00 m²  |
| Voetbal (standaard)    | 105,00 m | 68,00 m  | 7.140,00 m²  |
| Voetbal (minimaal)     | 90,00 m  | 45,00 m  | 4.050,00 m²  |
| Volleybal              | 18,00 m  | 9,00 m   | 162,00 m²    |
| Vuistbal               | 50,00 m  | 20,00 m  | 1.000,00 m²  |